# Gorenjska kotlina
Gorenjska kotlina je strukturna kotlina v Sloveniji, ki leži severno od Ljubljane. Bazen na severu omejuje Savski prelom s Karavankami, na jugu pa Žužemberški prelom. Kotlino zapolnjujejo kvartarni aluvialni sedimenti reke Save.
Sestavlja ga več polj in kotlin, med njimi Ljubljanska kotlina s pripadajočim Ljubljanskim poljem, Kranjsko-Sorškim poljem, Kamniškobistriškim poljem ter Deželo in Blejskim kotom na severu. Na severovzhodu jo omejujejo Kamniško-Savinjske Alpe, na vzhodu Posavsko hribovje, na zahodu pa Polhograjsko hribovje. Sredi kotline leži konglomeratni kras Udin boršt, rečna terasa iz pleistocenskega konglomerata SZ od Kranja, med rekama Tržiško Bistrico na zahodu in Savo na jugu.
Skoznjo tečejo Sava in Ljubljanica, Kamniška Bistrica ter Sora.